# 火焔聖母 〜The Virgin on Megiddo〜
『火焔聖母 〜The Virgin On Megiddo〜』（英題『The Virgin On Megiddo』）は、スタジオラインが製作、広美がドリームキャスト専用ソフトとして発売したアドベンチャーゲーム。

## 概要
アダルトゲームの製作や、キャラクターデザインなどで有名な横田守らスタジオラインがドリームキャスト専用ソフトとして売り出したサスペンスアドベンチャーゲームで、21世紀のハイテク都市を舞台に、原始宗教観の世界を融合させ、そこで起こる怪事件に挑んでいくという内容の意欲作である。
キャラクターデザインに横田守、シナリオライターに藤木隻をはじめとしたクリエイターによって、独特のスケールを持つ作品となった。反面、そういったスケールや世界観を優先させたためか、もう一つの魅力である横田守デザインの美少女ヒロイン達の印象がやや希薄な部分もあり、賛否が分かれた。
ゲームシステム上特定のルートの中間点でないと、セーブできなかったり、制限時間内に行動しないとゲームオーバーになったりする要素もあり、エンディングを迎えるヒロインの選択肢を慎重にしないと、好感度が下がったり、エンディングを迎えられないこともある。
セガサターンソフトの『慟哭 そして…』のヒロインである笹本梨代役の長沢美樹と、椎名真理絵役の深見梨加が本作に出演している。主題歌を長沢ゆりかが歌う。

## ゲームシステム
コマンド選択で操作する。コマンドで指定し、それによって行動を行い、マップ移動は、あらかじめ場所指定をしてから行う。
校内を歩いたり、地下迷路を行く時には十字ボタンで操作して進む。行き詰まったら「推理」というコマンド選択が入り、その推理によってやることを考え、進めるようになっている。

## あらすじ
西暦2013年、賀神探偵事務所の探偵見習い蘭堂研人は、賀神から仕事を言い渡される。内容は、いざなみ市の聖骸高校に転校すること。更に「いつ帰ってきてもいい」という。普段なら非常に曖昧な依頼を受けることはないが、主人公が行方を追っている中学時代のクラスメイト「秋村湖希」の所在が、その都市の聖骸高校にあることを聞かされ、単身出発する。その途上の新幹線で、神崎麗巳と出会っただけでなく、電子ニュースで報告された原因不明の事態に遭遇する。
いざなみ市の聖骸高校に転入生として入った研人は、更に高校内で怪現象と、そしてハイテク都市に住む新市民と、市街地に住む旧市民との対立に巻き込まれながら、様々な事件といざなみ市の謎に向かっていく。

## 登場人物

### 主人公とヒロイン達
蘭堂 研人（らんどう けんと） ※名前はゲームスタート時に変更できる。
本作主人公。賀神探偵事務所の居候兼探偵見習い。1996年8月8日生まれ。年齢：16歳 / 血液型：O型
幼い頃は芸能界で子役を演じていたが、その頃から鋭い洞察力を有しており、その為、ドラマ収録時にも不正や疑惑を見抜いた力を示したことがあったが、それ故芸能界に務めている家庭とやや折り合いが悪くなり、賀神探偵事務所に転がり込んだいきさつを持つ。
賀神の依頼でいざなみ市に赴き、途中の新幹線の中で麗巳と出逢い、怪現象と遭遇し、そのあと辿り着いたいざなみ市でかつての幼馴染みの湖希と出逢い、更に、巴、京子、真奈瀬、紫乃と行動を共にするようになって、新旧市民の対立といざなみ市の謎に挑んでいくようになる。
眼鏡をかけたという風貌は、ギャルゲー主人公としては『瑠璃色の雪』以来の珍しいルックスといえる。
秋村 湖希（あきむら みずき）
声：長沢美樹　
研人の幼馴染みで、いざなみ元旧市民。1996年4月16日生誕。年齢：17歳 / スリーサイズ：87-57-85（cm）/ 血液型：A型
研人と再会した時は、自分の誕生での実情を探られたくないことや、事件の大きさを知り、その危険性から研人に事件から手を引くようにつれない素振りを見せており、トラブルを自分1人で解決しようとする勝ち気な面を見せる。しかし、本質的には寂しがり屋で、弱くて脆い部分があり、内心では研人に頼りたいと本人自身は気づかない思いを抱いている。
名前の由来は父親から、湖のような色の瞳と、希望を込めたという意味合いから付けられたもの。
華竜院 巴（かりゅういん ともえ）
声：田村ゆかり
いざなみ旧市民名門である華竜院家の令嬢。1998年2月18日誕生であり、仲代の婚約者にされている。
年齢：15歳 / スリーサイズ：85-56-84（cm）/ 血液型：O型
厳格な父親大門の手ではなく、穏和なじいやによって育てられた。そのため父親に似ず、お嬢様らしくお淑やかで穏和な性格だが、そんな外面に似合わない運命に向き合う芯の強さも持ち合わせている。怖い物知らず。
研人と出逢い、自分を守るナイトのようなイメージを覚えるなど、夢見がちなところもあり、作中の随所でちょっと現実感覚がずれていて、マイペースだと聞き間違いによるトンチンカンなボケをかまし、ギャグキャラクターへと変わっていくが、仲代との婚約が破棄されたことで、研人を慕うようになる。
北川 真奈瀬（きたがわ まなせ）
声：平松晶子
いざなみ旧市民であり、校内システム委員を務める秀才。1997年1月3日生まれ。年齢：16歳 / スリーサイズ：88-60-86（cm）/ 血液型：A型
一見すると知的で沈着冷静で冷たい印象を与えるが、内心は温かみのある性格。クールな眼鏡ッ娘に見えるが、後先考えずに突っ走ってパニくったり、ドジをやらかすこともある。家族は両親と弟達がいる。事件調査に来た研人実力を認め、かなり頼りにしている。
青森県舞台の世界観であるにもかかわらず、方言があまり出ない中で、ヒロインでは真奈瀬だけが青森弁を喋っている。
三香野 京子（みかの きょうこ）
声：千葉千恵巳
いざなみ市新市民。天文部員でボーイッシュな容貌であり、誕生日は1997年3月8日。年齢：16歳 / スリーサイズ：84-55-85（cm）/ 血液型：B型
三香野とは父方の姓であり、母方の姓の長内で呼ばれるのを嫌がるが、どちらの両親とも関係は上手くいっておらず、母親と関係を修繕したいと思っている。天文知識は豊富だが、研人との行動では考え無しの先走りでトラブルを招くこともある。
湖希とは女子寮の同室で「ミケ」という愛称で呼ばれている。言葉遣いもボーイッシュな形で、女言葉はあまり使わない。
森口 紫乃（もりぐち しの）
声：半場友恵
いざなみ旧市民。生年月日は1997年11月15日。年齢：15歳 / スリーサイズ：78-56-82（cm）/ 血液型：O型
トレードマークは端に二本の角が付いたような帽子で、研人から「カニ帽」と呼ばれているが、本人はそう呼ばれるのを嫌がる。巴の用心棒である仲代グループの一員で、研人の事を「タンテイくん」と呼ぶ。
テンションが高く、明るく、ミーハーな性格で、お嬢様の巴の身を案じており、当初は研人にも警戒していたが、研人が信用できる人物だと判った後は、いろいろと依頼したり、心を開いていく。
ヒロインたちの中で最も登場回数が少ない。
神崎 麗巳（かんざき れみ）
声：深見梨加
自称雑誌記者。1988年10月1日生誕。年齢：26歳 / スリーサイズ：88-61-89（cm）/ 血液型：AB型
いざなみ市に向かう研人と出逢った妖艶さも持った大人の美女で、研人の行く先々に現れ、情報を提供したり、助けたりする。行動パターンは非常に不安定で研人に誘惑混じりに依頼などもする。
その正体は警察庁警視で、賀神とは古い付き合いであり、いざなみ市で起こる怪事件の真相を探る為に研人を調査に向かわせた依頼人の1人であった。
ヒロインたちの中で、彼女とだけは仲良くなるエンディングを見られない。

### 主人公の関係者達
賀神 岩男（かがみ いわお）
声：青野武
賀神探偵事務所所長。1971年生まれ。
研人をいざなみ市に向かわせたほか、家を飛び出した研人を探偵の素質有りと見て拾い、見習い助手とした。
つかみ所のない性格で、研人にも競馬の問題の勝ち馬予想などという謎かけをやってくるので、研人からは「頭は良いけれど、変人」と見られているが、探偵のイロハと護身術を教えている辺り、かなり場数を踏んできた人物だといえる。
麗巳からは親しげに「おじ様」呼ばわりされているが、密接な関係がどうかは不明。研人を諭すように言っても、やや常識人である研人に逆に突っ込まれる事もしばしば。
奈村 順平（なむら じゅんぺい）
声：山口勝平
研人の住む男子寮の相部屋の人物。1996年12月7日誕生。
コンピューター全般に強く、自称”ソーシャル・エンジニア”だが、ようするにハッカーである。研人には利害関係が一致すれば、情報提供や、ハッキングなどで協力してくれる。
そういった関係ではあるが、最終的には主人公の良きパートナーになっていく。
妙見 史郎（みょうけん しろう）
声：大塚明夫
1973年2月2日生まれ。
いざなみ市郷土資料館館長兼聖骸高校教師で、賀神に捜査依頼をしたもう一人の依頼者でもある。研人に遠回しで回りくどいようなシュールなヒントを与えたりする。
研人を「アンポンタン・ポカンくん」とからかったり、事件の原因を突き止めても、起こった元凶を確かめないとダメだと戒めるような小言をいうが、研人が窮地の際には指弾を用いて危機を救う事もあり、事件の真相に迫っていく研人の実力は認めている。
研人曰く、「オヤジ（賀神）と同類の人物」
滝 恭一郎（たき きょういちろう）
声：千葉進歩
1996年9月9日誕生。
新市民代表であるいざなみ市長の息子であり、聖骸高校生徒会長。市長の権力を笠に着たいわゆるキザなボンボンで、その為に生徒達からは人気が無く、京子からは「タキボン」と呼ばれている。
研人に一方的なライバル意識を燃やしているが、逆にやり込まれたり、やることはほとんど上手くいかない。
仲代 良（なかだい りょう）
声：梁田清之
1995年4月21日生誕。
聖骸高校3年生でいざなみ市旧市民の代表の華竜院家に代々仕える用心棒の家の出であり、巴の婚約者となっていた。仲代グループという不良グループの長。
古より伝わる体術を融合させた、屈強の相手も一撃で倒すほどの格闘能力を誇るが、その正体は湖希の兄であり、妹と巴を気にかけていた。華竜院家から離れることを契機に巴と婚約を解消する。
厳格なイメージがあるが、巴から「良ちゃん」と呼ばれているのを嫌がっている。

### その他の人物
マリー・マドレーヌ・サヴォイア
声：内川藍維
1995年7月12日生まれの若きフランス人シスター。年齢：17歳 / スリーサイズ：82-55-84（cm）/ 血液型：A型
聖骸高校の礼拝堂でいつも祈りを捧げており、やや訛りがある日本語で話す。研人にも礼儀正しく接する純真無垢な性格。
辻本 弓絵（つじもと ゆみえ）
声：岡村明美
1989年6月13日生誕。年齢：23歳 / 血液型：O型
表面的には聖骸高校国語教師で、研人にもICカードを配布したり、身の回りの世話もするのだが、その行動の裏に不審な影もある。
長内 理都子（おさない りつこ）
声：伊藤美紀
1976年5月19日誕生。年齢：37歳 / 血液型：A型
京子の母親で高エネルギー研究所主任教授であり、研究のために家庭を顧みず、愛娘の京子にも冷たい態度を取り、自分を捨てた夫を侮蔑していたが、彼女自身、研究に深入りした事で災厄に巻き込まれる。
多鹿 照男（たじか てるお）
声：笹沼晃
1996年5月1日生まれ。
聖骸高校2年であり、仲代グループの一員で、頭に巻いたバンダナが特徴で、目つきの悪さ通り、周囲から煙たがられている。
凶暴な性格で研人にも「殺すぞ」と言い、常に周囲を脅していたが、仲代が失踪した時に暴走し、自分の命を縮める結果を生んでしまう。
華竜院 大門（かりゅういん だいもん）
声：内海賢二
華竜院家現頭首。1968年誕生。
厳格な性格で、巴には父親らしいことは何一つしておらず、旧市民グループの代表として因習や風習に固執している。お白様にすがっており、華竜院の安泰のためなら娘の巴さえも犠牲にしようとするが、その事で仲代の怒りを買う。
柿沼 蓮次（かきぬま れんじ）
声：西村知道
生年月日不明。
いざなみ市の初老のベテラン刑事だが、逃亡した石切を容赦なく射殺したり、研人の周囲を彷徨いて探りを入れたりする胡散臭く、危険な人物。
石切 和彦（いしきり かずひこ）　
1980年が誕生年。
かつて聖骸高校の教会に勤めた神父だが、全身が火傷によって包帯で覆われ、ミイラ男と呼ばれている。
そうなった背景には彼自身の独りよがりな性格も絡んでいるらしい。
エドモン神父
声：徳丸完
1974年生誕。
聖骸高校の教会の現神父で、マドレーヌと共に教会にいる。聖職者という職業に似合わず、コンピューター操作を得意としている。
かつてはバチカンの司教だったと言われる。
謎の男
高エネルギー研究所周辺を彷徨くサングラス姿の不気味な男達のリーダー。
言葉遣いは丁寧だが、残忍な性格で、研究所の秘密を探ろうとする者を見境無しに闇に葬り去ろうとするサディストであり、研人もつけ狙う。
- 他に聖骸高校生徒やいざなみ市民を小西克幸、安達まり、三五美奈子といった声優陣が演じている。

## いざなみ市
作品の舞台となる、西暦2013年の青森県にあるとされる架空の都市。
名の由来は高エネルギー研究所で稼働している次世代エネルギーEARTHの実験施設兼都市と言うことで、日本書紀のイザナミに因んで名付けられた。
あらゆるセキュリティチェックを行い、新市民と呼ばれる富裕層の多くはIDカードによって街を行き来しており、このカードセキュリティーによって街は管理されている。このカードを前もって所定交通機関で制作しないと、外部から街に入ることも出ることもできない（主人公は列車が止まったことで、徒歩で入ることが出来た）。
火力でもなく、原子力でもない新開発エネルギーを生み出すEARTHシステムという次世代エネルギーを管理するEARTH管理センターによって街は運営されているといってもよく、一見するとハイテク実験都市に見えながらも、怪事件の連続と、ハイテク化と古来からの因習や伝統を大事にする旧市街に住む低所得者層が多い旧市民と新市民による対立が起こっている。
シナリオライターの藤木はつくば市を参考にして、デザインした。
EARTH管理センター
いざなみ市の運営機関であり、別名いざなみ市役所。次世代エネルギーのEARTHシステムの説明と運用を宣伝している観光施設も兼ねている。
建物には温水プールがあり、デートスポットになっている。
高エネルギー研究所
いざなみ市で開発と運用が兼用で行われている実験施設。もんじゅのイメージも入っている。
運用や実験については、EARTH管理センターも気づかない、もしくは黙視しているきな臭い影もちらついており、連続人体発火事件もここが関係しているといわれる。
市街地
様々な商店街や、公園などがある以外は普通の都市に見える。高層マンションには市長の息子である滝の住むマンションもある。
郷土資料館
旧市街にある妙見が館長である郷土資料館。
古来のまじないや因習に関わる物も展示しているらしい。
旧市街
巴、真奈瀬、紫乃らが住む旧市街。
見た目はさながら城下町と農村を融合させたような姿になっている。
華竜院家
旧市街で一番の有力者である華竜院家の屋敷。
主の大門はここにあるお白様と呼ばれる神を祀るのに、並々ならぬ執着を見せている。
神奈備の池
旧市街と新市街の中間点にある大きな池。
周囲に神社が祀られ、中央の小島には竜神の祠と呼ばれる洞窟がある。
聖骸高校
新市街地にあるミッション系高等学校。英名はSt Shoroud High School（セント・シュラウド・ハイスクール）で、正式名称はいざなみ市立聖骸布学園高等学校。名の由来はこの地にキリストが訪れた伝説からである。
生徒数720名で、対立している新旧市民の子供達が通っており、創立5年目となっているが、設立して年が浅いのは、新市民が移住して新しい学校が必要になったことと、旧市民のそれまで通っていた学校がその統合で廃校となったためである。いざなみ市にはこの一校しかない。
新市民代表の滝家と、旧市民代表の華竜院家の両方から多額の出資が行われて運営されているが、新旧市民の対立の余波からは免れる事はできず、生徒間の間でも、そういった諍いが後を絶たない。
校舎
生徒達が普通に通っている校舎で、中には売店の他、パソコン用ルームが全フロアーにある。3階にはプラネタリウム兼天体観測のドームがある。
男子寮
遠くから通う男子生徒が住む男子寮。
主人公は奈村と相部屋となっている。
女子寮
同じように女子が通う場所で、男子禁制。
湖希と京子が相部屋に住み、華竜院家のトラブルから、後に巴も移る。
礼拝堂
清楚なシスターマドレーヌが祈りを捧げる場所。エドモン神父の前には石切神父がここを仕切っていた。

## 関連商品
- 火焔聖母〜The Virgin On Megiddo〜ミュージックプロファイル（キングレコード）
- 火焔聖母〜The Virgin On Megiddo〜ビジュアルファンブックス（エンターブレイン）
- 火焔聖母〜The Virgin On Megiddo〜コンプリートワークス（コーエー）
- 火焔聖母 デジタルギャルズパラダイスフィギュアコレクション